# 克魯姆湖 (阿姆梅倫塞)
52°08′09″N 13°22′20″E / 52.135904°N 13.372142°E

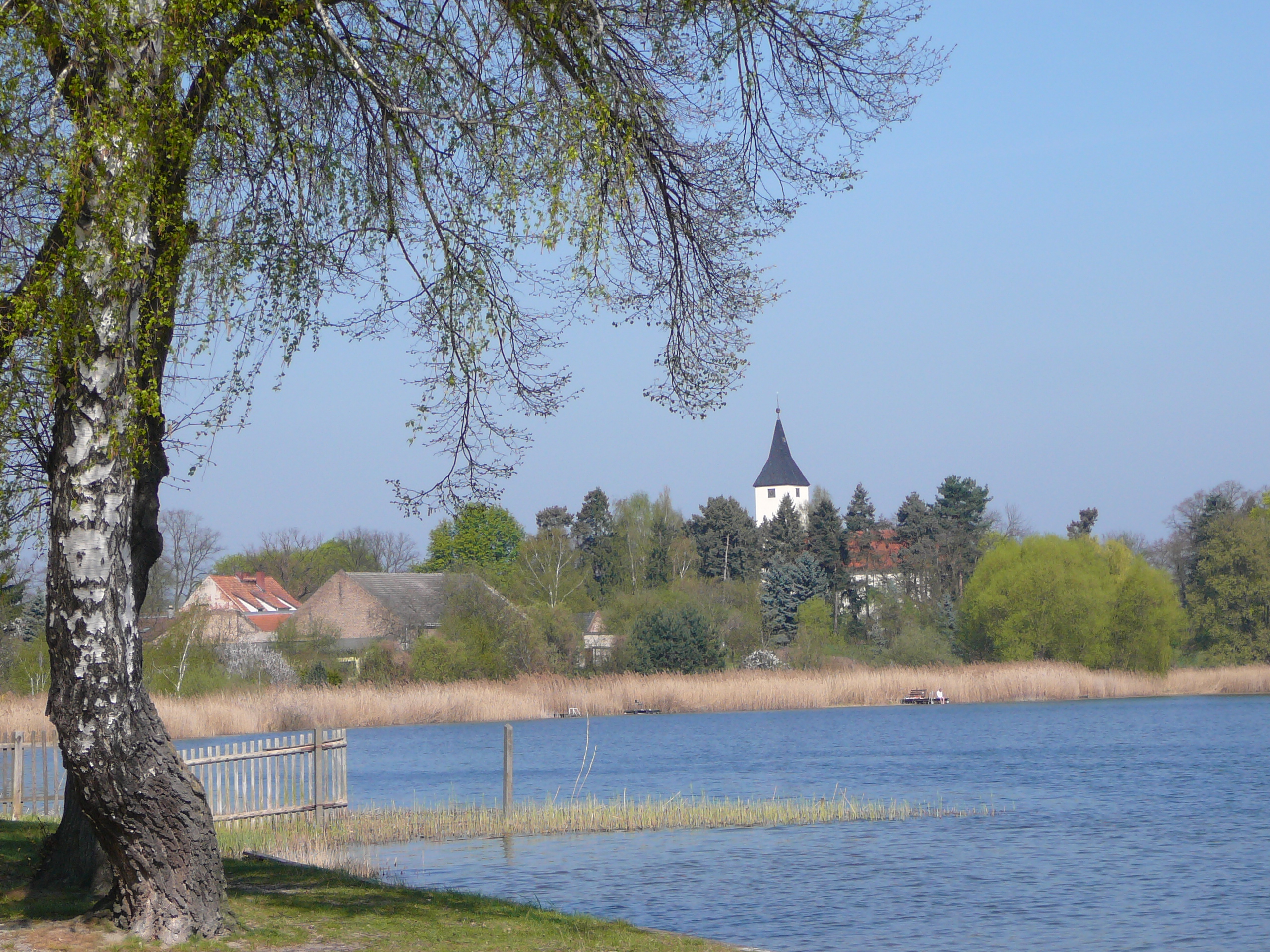

克魯姆湖（德語：Krummer See），是德國的湖泊，位於該國西南部，由勃蘭登堡州負責管轄，處於泰爾托-弗萊明縣，長2.9公里、寬0.7公里，面積0.2平方公里，最大水深14米。